# VSS Unity VP-03
VSS Unity VP-03 (também chamado em algumas fontes de PF04)  foi um voo suborbital da nave classe SpaceShipTwo VSS Unity que ocorreu dia 13 de dezembro de 2018, pilotada por Mark P. Stucky e Frederick Sturckow. O voo também foi chamado de N202VG-015. VSS Unity foi transportada pelo avião White Knight Two no voo WK2-261.Atingindo um apogeu de 82,7 km, o voo esteve dentro da definição Norte-Americana de voo espacial (80,47 km), mas ficou abaixo da Linha de Kármán (100 km), o padrão internacionalmente reconhecido. O voo foi operado pela Virgin Galactic, uma empresa privada liderada por Richard Branson, que tem o objetivo de realizar voos de turismo espacial no futuro. VSS Unity VP-03 foi um sucesso para a organização, seguindo a Queda da VSS Enterprise. Foi o primeiro voo espacial tripulado a partir de solo Norte-Americano desde a missão STS-135 em 2011.

## Tripulação
| Posição   | Tripulante         |
| --------- | ------------------ |
| Piloto    | Mark P. Stucky     |
| Co-piloto | Frederick Sturckow |

## História
Durante o século XX voos espaciais tripulados eram realizados exclusivamente por países e agências governamentais, tais como a NASA. Isso começou a mudar no começo do século XXI, quando várias empresas espaciais ou continuaram a serem desenvolvidas, ou foram estabelecidas. De 2000-2004, Blue Origin, SpaceX e Virgin Galactic foram fundadas. Em 2004, SpaceShipOne se tornou a primeira nave particular a levar humanos ao espaço. Em três voos suborbitais solo, os pilotos Mike Melvill e Brian Binnie atingiram uma altitude máxima de acima dos 100 quilômetros, assim ultrapassando a Linha de Kármán, a fronteira espacial internacionalmente reconhecida. SpaceShipOne foi levada ao espaço numa configuração parasita por White Knight, sua nave-mãe, da onde ela voou ao espaço. SpaceShipOne foi projetada por Burt Rutan e construída pela Scaled Composites, uma empresa que ele fundou em 1982. Em 2005, Rutan e Richard Branson, fundador da Virgin Galactic, cofundaram a The Spaceship Company, uma organização separada com o objetivo de suprir a Virgin Galactic com uma frota de naves. Os resultador foram a SpaceShipTwo e sua nave mãe White Knight Two, também projetados por Rutan. As primeiras versões de cada nave foram chamadas de, respectivamente, VSS Enterprise e VMS Eve. O aspecto de voo parasita de tanto a SpaceShipOne e SpaceShipTwo são compartilhados com a North American X-15, um avião espacial que também realizou voos de alta altitude e suborbitais.
Em maio de 2013, ex-astronauta da NASA e veterano de quatro voos no Ônibus espacial Frederick "CJ" Sturckow, se juntou com a Virgin Galactic como piloto de testes. Sturckow havia voado no STS-88, STS-105, STS-117 e STS-128, antes de entrar no setor privado.
Em 31 de outubro de 2014, a Enterprise foi destruída num rompimento catastrófico, matando o co-piloto Michael Alsbury e ferindo de forma séria o piloto Peter Siebold. Seguindo o desastre, a segunda SpaceShipTwo, VSS Unity, foi completada em 2016, quando começou a ser testada.
Em janeiro de 2015, o piloto de teste Mark "Forger" Stucky, da Scaled Composites, foi contratado pela Virgin Galactic. Stucky esteve proximamente envolvido com o desenvolvimento da SpaceShipTwo durante sua permanência na Scaled. Ele também serviu por um ano (2014-2015), como presidente da Society of Experimental Test Pilots.

## Voo
Em 13 de dezembro de 2018, numa altitude de 13 km, a VMS Eve soltou a VSS Unity para seu quarto voo de teste. O piloto Stucky e o co-piloto Sturckow voaram a Unity num Mach máximo de 2,9 até uma altitude máxima de 82,7 km, assim passando o limite de 80 km usados nos Estados Unidos para o limite do espaço, mas ficando antes da Linha de Kármán de 100 km. As duas naves pousaram em segurança. O voo foi tornado publico online em vários tweets da Virgin Galactic, Branson e pessoal relacionado.

## Resposta
A Administração Federal de Aviação parabenizou a Virgin Galactic e seus pilotos pelo voo bem sucedido, e convidou a equipe à Washington, D.C., para premiar os pilotos com asas de astronautas.
Virgin Galactic e sua equipe foram parabenizados no Twitter pelo Vice-Presidente dos EUA Mike Pence, administrador da NASA Jim Bridenstine, astronauta Canadense Chris Hadfield, e o astronauta Britânico Tim Peake. Por outro lado, a Virgin Galactic foi bem criticada após o voo pelo astronauta Australiano Andrew Thomas, que caracterizou o programa suborbital como um "voo de aeroplano de alta altitude que se expõe a muito perigo".